# Velocity SE
Velocity Model 173 SE (Standard Elite) je visokosposobno doma zgrajeno letalo s propelerjem v konfiguraciji potisnik.Letalo ima štiri sedeže, poganja gav repu nameščeni 160-konjski Lycoming IO-320 ali pa 200-konjski Lycoming IO-360. Na koncih kril ima velike winglete. 
Letala taka izvedbe so težja za letenje kot običajna športna letala.